# 心理科学改善のための協会
心理科学改善のための協会(Society for the Improvement of Psychological Science)は、社会心理学における再現性の危機に対応して創設された専門機関である｡シャーロッツビルのオープンサイエンスセンターで2016年6月6日から8日に開催された創立総会で設立された。 
この組織の目的は､心理学研究者の研修や研究の改善、より良い科学的実践を促進するための制度的な方針と規範の改善、現在の科学的実践の実証的なテストの実施、そして分野の内外へ普及･啓発を行うことである。 
年次会議を開催しており､雑誌Collabra：Psychologyを発行している。  